# Fuentes de Masueco
Fuentes de Masueco es una localidad perteneciente al municipio de Cabeza del Caballo, en la comarca de La Ramajería, provincia de Salamanca, comunidad autónoma de Castilla y León, España.

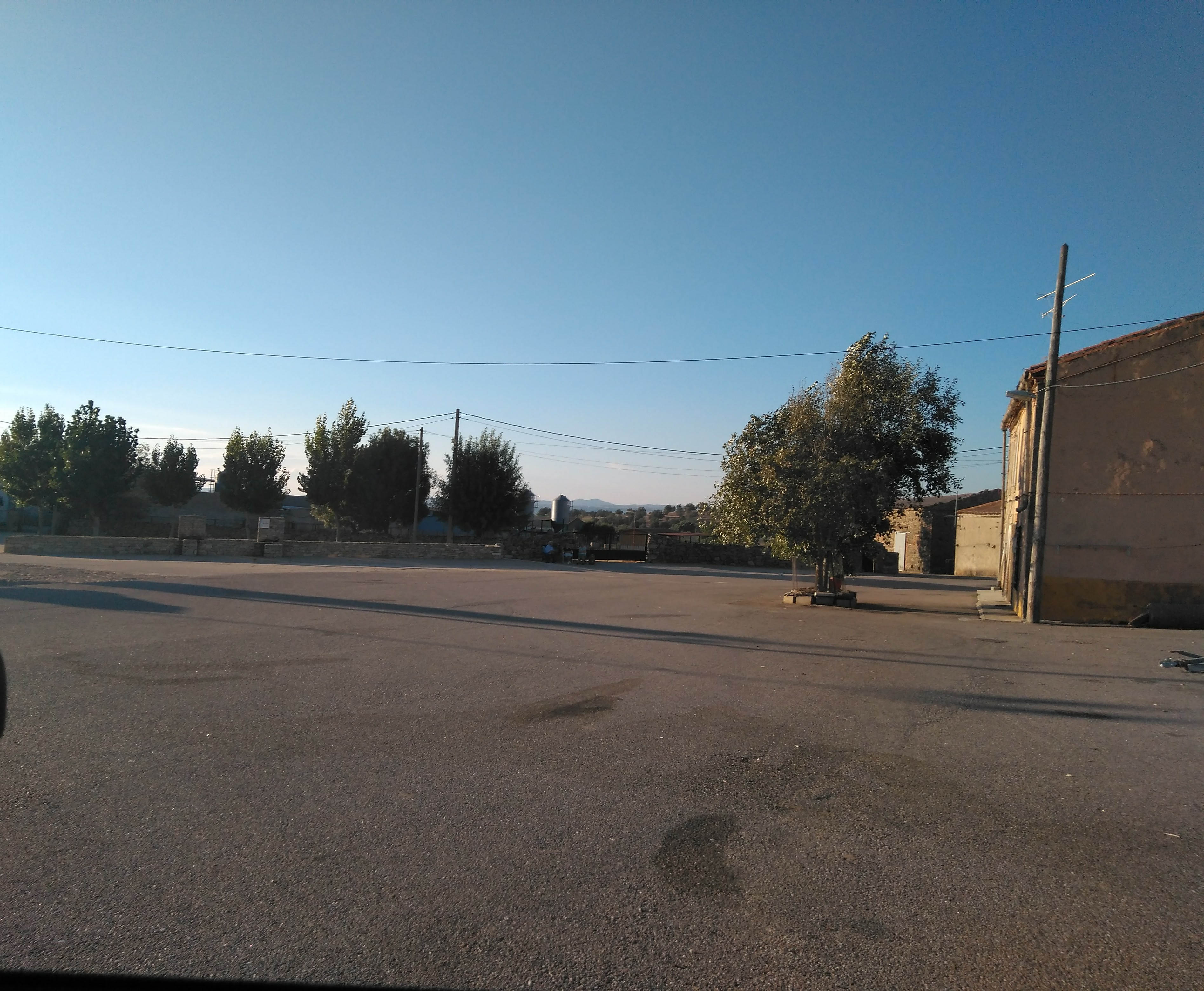
Entrada a Fuentes de Masueco desde Cabeza del Caballo.

En 2021 contaba con una población de 45 habitantes, de los cuales 21 son varones y 24 son mujeres (INE 2021).
Forma parte del parque natural de Arribes del Duero y recientemente ha sido declarado por la UNESCO "Reserva de la Biosfera Transfronteriza". 

## Historia
La fundación de Fuentes de Masueco se remonta a la Edad Media, obedeciendo a las repoblaciones efectuadas por los reyes leoneses en la Alta Edad Media, quedando encuadrado dentro del Alfoz de Ledesma tras la creación de éste por el rey Fernando II de León en el siglo XII, denominándose entonces Fuentes. Con la creación de las actuales provincias en 1833, Fuentes de Masueco quedó integrado en la provincia de Salamanca, dentro de la Región Leonesa, pasando a formar parte del partido judicial de Vitigudino en 1844.
El nombre de "Fuentes de Masueco" proviene de la cantidad de fuentes que se hallan en el término y en especial las tres que configuran el perímetro del casco urbano formando un triángulo. Estas tres fuentes son denominadas "La Fuente de Las Heras", "La Fuente Grande" y "La Pocita". En todos los documentos antiguos aparece únicamente el nombre de Fuentes. El añadido "de Masueco" no aparece hasta el año 1827 y es debido a era anejo eclesiásticamente del pueblo de Masueco y para distinguirlo de otras localidades de la provincia con el mismo nombre. En el año 1460 el señorío de Ledesma fue vinculado a la familia de Don Beltrán de la Cueva, duque de Alburquerque, por lo que el pueblo queda dentro de jurisdicción de este noble y como tal los habitantes debían pagarle los impuestos correspondientes.

## Monumentos de interés
- Iglesia de Santa María Magdalena

## Geografía

### Situación
Fuentes de Masueco se encuentra situado en el noroeste salmantino. Dista 90 km de Salamanca capital. 
Se integra dentro de la comarca de La Ramajería. Pertenece a la Mancomunidad Centro Duero y al partido judicial de Vitigudino.
No posee ayuntamiento propio. Se encuentra integrado dentro del término municipal de Cabeza del Caballo.
Está dentro del parque natural de Arribes del Duero, un espacio natural protegido de gran atractivo turístico.
| Noroeste: Aldeadávila de la Ribera | Norte: Masueco          | Noreste: La Peña      |
| Oeste: La Zarza de Pumareda        |                         | Este: La Vídola       |
| Suroeste: Cerezal de Peñahorcada   | Sur: Cabeza del Caballo | Sureste: Valsalabroso |

## Demografía
En 2021 Fuentes de Masueco contaba con una población de 45 habitantes, de los cuales 21 eran hombres y 24 mujeres. (INE 2021).
| Gráfica de evolución demográfica de Fuentes de Masueco entre 2000 y 2021                 |
|                                                                                          |
| Fuente: Instituto Nacional de Estadística de España - Elaboración gráfica por Wikipedia. |

### Otras localidades cercanas
- Cabeza del Caballo
- La Peña
- Masueco